# エミリエンヌ・ダランソン
エミリエンヌ・ダランソン （Émilienne d'Alençon, 1869年7月18日 - 1946年）は、フランスのダンサー・女優。その美貌から、名の知れた高級娼婦（クルチザンヌ）でもあった。

## 略歴
本名はエミリエンヌ・アンドレといい、パリで生まれた。1889年にサルク・デテにてデビュー。レビューの踊り手として、フォリー・ベルジェール、スカラ座、ヴァリエテ座、カジノ・ド・パリなどの舞台に立った。
1895年に騎手パーシー・ウッドランドと結婚しているが、彼とは1914年に死別している。夫がいながらも、1908年頃には女性詩人ルネ・ヴィヴィアン（作家ナタリー・クリフォード・バーネイの恋人でもあった）と恋人同士であったり、織物業の資産家であるエティエンヌ・バルサン（ココ・シャネルの無名時代の愛人）との関係が続いた。
経済的には満ち足りた生活を送り、ニースで死去した。